# Castello di Seminò
Il castello di Seminò è una fortificazione situata nell'omonimo borgo, frazione del comune italiano di Ziano Piacentino, in provincia di Piacenza. Il castello si trova in posizione dominante su un poggio tra il corso dei torrenti Carona e Lora.

## Storia

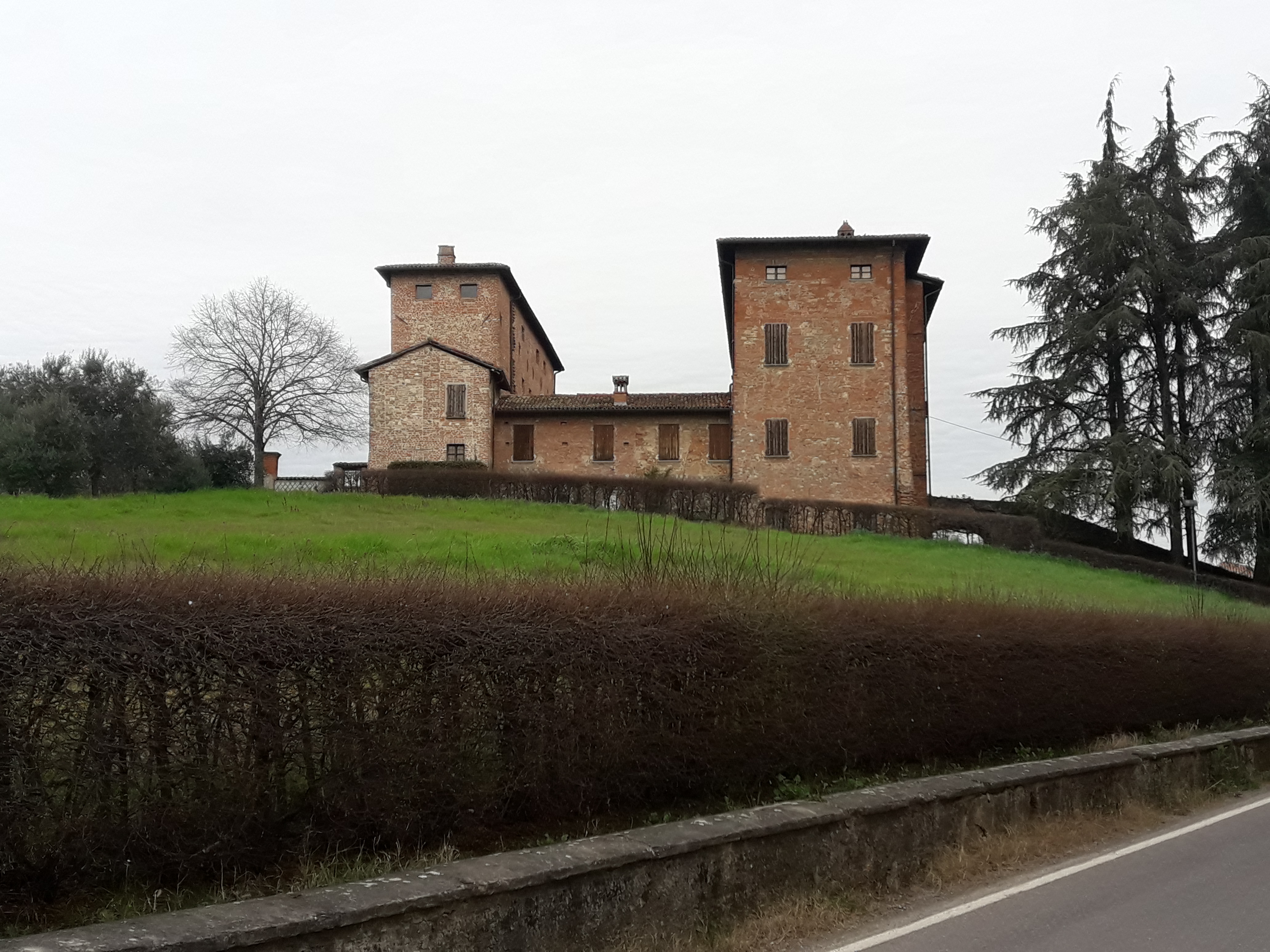
VIsta laterale del castello

La fondazione del castello, chiamato in origine Sanctum Miniatum potrebbe essere anteriore all'anno mille; in un documento del 1027 è citata la chiesa di Santa Mostiola che sorgeva presso il castello. Nel 1199, dal Registrum Magnum risulta che gli abitanti di Seminò si sottomisero al comune di Piacenza impegnandosi a erigere un nuovo dongione per difendere la postazione dagli attacchi dei pavesi.
Nel 1347 era di proprietà dei Leccacorvi, mentre nel 1372 venne distrutto, insieme a molti altri fortilizi della vallata, da parte di Giovanni Acuto. Col nome di  Castrum Seminoti, a partire dal 1597, estinta la famiglia Leccacorvi, vide vari passaggi di mano.

## Struttura
Il castello ha una forma particolare, caratterizzata da due corpi di fabbrica paralleli, uno ad oriente e l’altro ad occidente. Il primo era dotato di ponte levatoio per l'ingresso, sostituito in seguito da una scalinata di 52 gradini. Questo corpo di fabbrica, sul lato opposto, affacciato sul cortile, ospita un portico al piano terreno e una loggia al piano superiore, entrambi a sette arcate. Il secondo corpo di fabbrica appare molto meno profondo, mentre il cortile è chiuso su un lato da un terzo basso edificio. Il recinto murato a settentrione fu abbattuto da uno Scotti nel XVII secolo per recuperare il materiale per la costruzione della nuova chiesa nei pressi di Montalbo.